# ماکسیم گریگوریان
ماکسیم واگیفی گریگوریان (ارمنی: Մաքսիմ Վագիֆի Գրիգորյան؛ انگلیسی: Maksim Grigoryan؛ زادهٔ ۲۵ اوت ۱۹۸۶ - درگذشته ۲ آوریل ۲۰۱۶) یک فرد نظامی اهل ارمنستان بود.

## زندگی‌نامه
در ۲۵ اوت ۱۹۸۶ در روستای تومی به دنیا آمد .  وی در ۲ آوریل ۲۰۱۶ در سن ۲۹ سالگی در جریان درگیری ۲۰۱۶ قره‌باغ کوهستانی در استان هادروت کشته شد.